# 3 de agosto
El 3 de agosto es el 215.º (ducentésimo decimoquinto) día del año en el calendario gregoriano y el 216.º en los años bisiestos. Quedan 150 días para finalizar el año.

## Acontecimientos
- 338 a. C.: los habitantes de Manduria ―villa ubicada en el lado interno del taco de la «bota» italiana― vencen a las fuerzas invasoras espartanas del rey Arquidamo II en la batalla de Manduria.
- 8 d. C.: en el río Bathinus (el actual río Bednia, en Croacia), el general romano Tiberio (de la Antigua república romana) derrota a los dálmatos.
- 435: tras ser despojado de su cargo, el patriarca de Constantinopla Nestorio, considerado como el impulsor de la herejía cristológica llamada nestorianismo, es exiliado, por el emperador bizantino Teodosio II, a un monasterio en Egipto.
- 881: en la región picarda de Abbeville (norte de Francia), el ejército de Luis III mata a 8000 vikingos en la batalla de Saucourt-en-Vimeu. El evento es celebrado en el poema Ludwigslied (la canción de Luis).
- 1031: Olaf II de Noruega es canonizado como San Olaf por Grimketel, el obispo inglés de Selsey.
- 1057: Frederik van Lotharingen (Federico de Lorena) es elegido como primer papa belga, Esteban IX.
- 1342: el asedio de Algeciras comienza durante la Reconquista.
- 1347: en el norte de Francia finaliza el sitio de Calais. Comienza lo que más tarde se llamaría la guerra de los Cien Años.

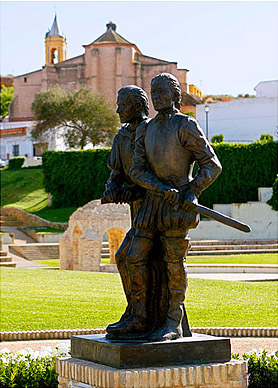
Estatua de los Hermanos Pinzón en Palos de la Frontera; al fondo se observa la Fontanilla y la Iglesia de San Jorge Mártir.

- 1492: Cristóbal Colón sale del puerto de Palos de la Frontera (España).
- 1492: los Reyes Católicos expulsan a los judíos de España con el Decreto de la Alhambra.
- 1529: por la Paz de Cambrai, el monarca francés Francisco I renuncia a los territorios italianos, a Flandes y a las plazas del Artois en favor de Carlos I.
- 1530: Batalla de Gavinana, donde Florencia es aplastada por el Sacro Imperio Romano.
- 1645: en Baviera tropas francesas derrotan a las alemanas en la batalla de Nördlingen.
- 1655: en Sinaloa (México) se funda la localidad de El Rosario.
- 1704: en Gibraltar, las fuerzas navales británicas del contralmirante George Rooke inician el bombardeo contra la guarnición española. La batalla durará cinco horas.
- 1713: en Madrid (España) se inicia el registro del primer libro de actas de la Real Academia Española con la noticia de la celebración de la primera sesión de trabajo de la nueva corporación lingûística, efectuada el 6 de julio en la propia casa de su fundador, Juan Manuel Fernández Pacheco.
- 1740: en la actual región de Valparaíso (Chile) se funda la localidad de San Felipe de Acongagua.
- 1758: Francia y Reino Unido libran el combate naval de Negapatam, cerca de Nagapattinam, en el maco de la guerra de los Siete Años; sin resultado concluyente.
- 1767: en la Isla Grande de Chiloé se funda la localidad de Chonchi.
- 1773: en el departamento de Santander (Colombia) se funda la localidad de Confines.
- 1777: en el fuerte Stanwix ―sitio de la actual ciudad de Rome (en el estado de Nueva York) se iza por primera vez la primera bandera de los Estados Unidos.
- 1777: en Esterháza (Hungría) se estrena la opera buffa Il mondo della luna, de Joseph Haydn, con libreto de Carlo Goldoni.
- 1778: en Italia se inaugura el Teatro alla Scala de Milán, con la ópera Europa riconosciuta, de Antonio Salieri (1750-1825).

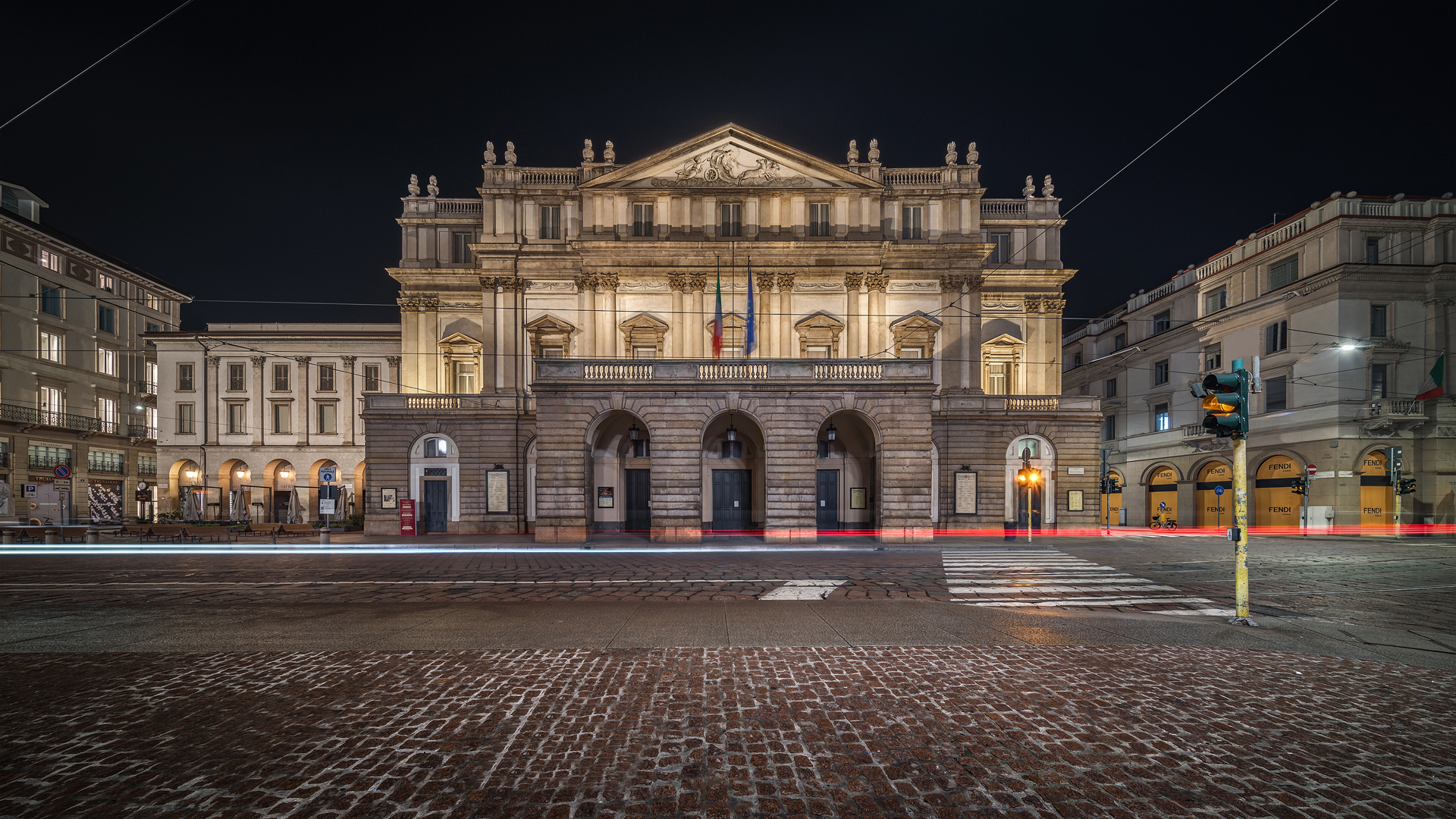
Teatro de La Scala de Milán.

- 1795: en París (Francia) se funda el Conservatoire de Musique, que dará origen al Conservatorio Nacional Superior de Música y de Danza de París.
- 1804: el naturalista alemán Alexander von Humboldt regresa a Europa después de un viaje científico de cuatro años por América.
- 1806: en La Vela de Coro (Venezuela) desembarca el Generalísimo Francisco de Miranda e iza por primera vez en el país la bandera tricolor. Por muchos años, el Día de la bandera en Venezuela se celebró el 12 de marzo, siendo aquel día cuando el pabellón tricolor se desplegó por primera vez en la historia, hecho que ocurrió en la rada de Jacmel, Haití, y no en tierras venezolanas.
- 1808: en Zaragoza (España) ―en el ámbito de la guerra de la Independencia― los invasores franceses inician el primer sitio de Zaragoza.
- 1814: en Cuzco (Perú), Mateo García Pumacahua y otros patriotas crean la junta de gobierno, la primera y única junta de gobierno en el Virreinato del Perú.
- 1829: en París (Francia) se estrena la ópera Guillermo Tell.
- 1854: en la provincia de Buenos Aires (Argentina) se funda la localidad balnearia de Quequén.
- 1864: en España se crea la Orden del Mérito Militar.
- 1868: el Gobierno de la provincia de Buenos Aires sustituye la pena capital por la de presidio con un máximo de 20 años de privación de libertad.
- 1871: en la provincia de Colchagua (Chile) se funda la comuna chilena de Nancagua.
- 1881: en Pretoria (Sudáfrica), representantes del ejército de la República de Sudáfrica y del Ejército británico firman el acuerdo de paz conocido como Tratado de Pretoria. Sudáfrica consigue el autogobierno, aunque bajo la «supervisión» británica.
- 1887: en la Escuela de Artes y Oficios de Montevideo (Uruguay) se reestrena el pericón. Ya en 1794, el teniente español José Espinosa y Tello había mencionado que en la región del Río de la Plata se bailaba esta danza.
- 1889: Auguste Charlois descubre el asteroide (285) Regina.
- 1889: el extremo oriental de Siberia (Rusia) se funda la localidad de Anádyr.
- 1899: en el Jungfrau (Alpes berneses) se inaugura la estación de ferrocarril Rothstock.
- 1902: en la ciudad argentina de Tigre (provincia de Buenos Aires) se funda el Club Atlético Tigre.
- 1903: el emperador austro-húngaro, Francisco José I, veta la elección del papa en la persona del Cardenal Rampolla por lo que resulta elegido el cardenal Sarto, quien se convertiría en San Pío X.
- 1903: los rebeldes macedonios en Kruševo proclaman la República de Kruševo, que existe solo durante diez días antes de que los turcos otomanos arrasaran la ciudad.
- 1904: en el Tíbet, una expedición británica alcanza la ciudad de Lhasa, que el dalái lama acababa de abandonar.
- 1904: el astrónomo alemán Max Wolf descubre el asteroide (540) Rosamunda.
- 1905: en Estrasburgo, un globo aerostático registrador no tripulado (de la sociedad aeronáutica Oberhein) alcanza una altitud de 25 800 m.
- 1905: en Los Cerricos (Almería) se termina de construir la torre de la iglesia de San Bartolomé
- 1906: en Pekín, Inglaterra y China suscriben un tratado por el que ambos países se comprometen a respetar la independencia del Tíbet.
- 1906: en la provincia de La Pampa (Argentina) se funda la localidad de Villa Mirasol.
- 1907: en Barcelona (Cataluña) las corrientes anarquistas ―muy firmes en Cataluña, el Levante y el sur de España― fundan el sindicato Solidaridad Obrera.
- 1907: en Barcelona se expide la matrícula número 1 de automóviles, para un coche de la empresa barcelonesa Hispano-Suiza.
- 1907: en Swinemünde se entrevistan el káiser Guillermo II de Alemania y el zar Nicolás II de Rusia.
- 1907: en Portugal, el rey instituye el reposo dominical.
- 1908: Venezuela rompe relaciones diplomáticas con los Países Bajos (Crisis holandesa-venezolana de 1908)
- 1912: el Imperio otomano acuerda una autonomía limitada para Albania que incluye la reimplantación de la enseñanza del idioma albanés, que se convierte en la lengua administrativa de la región.
- 1912: de la ciudad de Ypané (Paraguay) se funda el club de fútbol Tembetarý.
- 1914: en el ámbito de la Primera Guerra Mundial, Alemania declara la guerra a Francia.
- 1915: un submarino alemán inspecciona el mercante estadounidense Pass of Bahama y lo conduce a Cuxhaven.
- 1916: Primera Guerra Mundial; Batalla de Romani, último ataque terrestre contra el canal de Suez.
- 1918: el astrónomo alemán Max Wolf descubre los asteroides (897) Lysistrata, (898) Hildegard y (899) Jokaste.

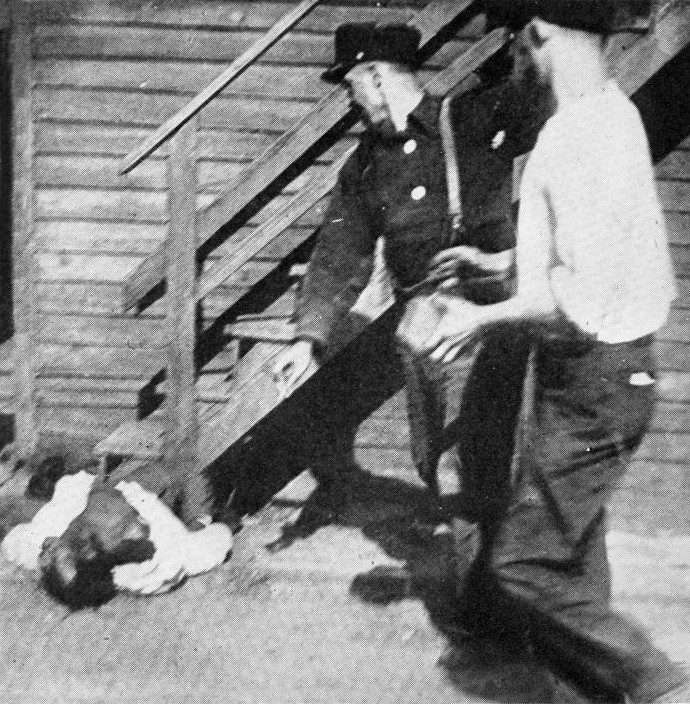
Dos jóvenes blancos rematan a un afroestadounidense durante los disturbios de Chicago.

- 1919: en la ciudad de Chicago (Estados Unidos) ―en el marco del apartheid que durará hasta 1965 en ese país―, terminan los disturbios raciales de Chicago, que habían comenzado una semana antes. Deja un saldo de 38 afroestadounidenses asesinados por ciudadanos de piel blanca.
- 1920: en Belfast (Úlster) se desatan violentos disturbios contra la presencia británica.
- 1921: en Alemania se funda la Sección de Gimnasia y Deporte del Partido Nazi.
- 1923: en Estados Unidos, Calvin Coolidge toma posesión de la presidencia tras la muerte de Warren G. Harding.
- 1927: el púgil español Luis Rayo vence por puntos al francés Vinez y se proclama campeón de Europa.
- 1927: entre Berlín y Buenos Aires se establece una unión telefónica inalámbrica.
- 1930: en el estado de Veracruz (México) se crea el municipio Fortín.
- 1935: en la española Sierra de Ronda (Málaga) es detenido el famoso bandido español Benito Vázquez.
- 1937: el astrónomo Karl Wilhelm Reinmuth descubre los asteroides (1457) Ankara y (1437) Diomedes.
- 1938: en Italia ―en el ámbito de las políticas antisemitas― los judíos procedentes del extranjero son excluidos de las escuelas superiores.
- 1940: en el ámbito de la II Guerra Mundial, tropas italianas inician la invasión de la Somalia ya invadida por los británicos.
- 1941: en Münster, el obispo Clemens August von Galen denuncia desde el púlpito de su templo las prácticas de eutanasia ejecutadas por los nazis contra los enfermos mentales alemanes.[1]
- 1943: en Lisboa, el comandante italiano Pietro Badoglio se reúne en secreto con los aliados.
- 1943: en Caracas (Venezuela) se publica la primera edición del diario El Nacional.
- 1944: las tropas aliadas liberan Bruselas.
- 1947: en Indonesia, a petición de la ONU, los invasores neerlandeses y los nacionalistas indonesios aceptan el alto el fuego.
- 1951: Estados Unidos suprime el conjunto de facilidades aduaneras otorgadas después de la Segunda Guerra Mundial a los países prosoviéticos.
- 1952: se clausuran los Juegos Olímpicos de Helsinki, en los que participaron los atletas soviéticos por primera vez después de casi medio siglo.
- 1957: Malasia se independiza del Imperio británico.
- 1958: el submarino atómico estadounidense Nautilus pasa bajo la corteza helada del océano Ártico, desde el océano Pacífico hasta el Atlántico.
- 1958: en México, el presidente Adolfo Ruiz Cortines moviliza al ejército para reprimir la larga huelga de los trabajadores ferroviarios.
- 1960: Níger se independiza del Imperio francés.
- 1963: en Liverpool (Inglaterra), la banda británica de rock The Beatles actúa por última vez en el bar The Cavern.
- 1964: en la ciudad española de Vall de Uxó (Castellón), el río subterráneo de la gruta de San José se amplía hasta alcanzar los 750 metros navegables.
- 1966: en Managua (Nicaragua) en el marco de la dictadura somozista muere por infarto el supuesto presidente René Schick Gutiérrez y lo sucede Lorenzo Guerrero Gutiérrez, quien era uno de los tres vicepresidentes de la República.
- 1966: Nikolái Podgorni es reelegido presidente del Sóviet Supremo y asume la jefatura de Estado de la Unión Soviética.
- 1966: en España, la novela Alrededor de un día de abril, de Isaac Montero, se convierte en la primera obra prohibida desde la entrada en vigor de la Ley de Prensa de la dictadura franquista.
- 1967: Venezuela se incorpora a la ALALC (Asociación latinoamericana de Libre Comercio).
- 1969: en Belfast estallan sangrientos disturbios que se prolongarán durante 16 días.
- 1972: en el Reino Unido, el proclama el estado de emergencia para asegurar el abastecimiento del país, en peligro por la huelga de estibadores.
- 1973: en España deja de fabricarse el Seat 600, automóvil de turismo del segmento A.
- 1974: en la ciudad de Alicante (España), el Hércules Club de Fútbol inaugura su estadio José Rico Pérez.
- 1975: en el distrito central de negocios de Nueva Orleans (Estados Unidos) se inaugura el Superdomo de Luisiana, gran instalación deportiva y de exhibición.
- 1977: en una mina de Mozambique, una explosión de grisú causa la muerte de 150 mineros. En los disturbios que sucedieron a la tragedia mueren nueve técnicos extranjeros.
- 1978: Estados Unidos aplaza el embargo de armas a Chile.
- 1978: en París es asesinado Ezedin Kalak, jefe de la oficina de la OLP (Organización para la Liberación de Palestina) en Francia.
- 1979: en Guinea Ecuatorial, un golpe de Estado dirigido por Teodoro Obiang Nguema, derroca al dictador Francisco Macías Nguema.
- 1980: se clausuran los Juegos Olímpicos de Moscú.
- 1981: la organización revolucionaria italiana Brigadas Rojas ajusticia a Roberto Pecci, retenido en el mes de junio.
- 1981: Christopher Cross publica su canción Arthur's Theme (Best that you can do) escrita y compuesta por él mismo, producida por Michael Omartian, para la película Arthur (1981), ganando el Premio Óscar a la Mejor Canción y el Globo de Oro a la Mejor Canción Original.
- 1984: en Uruguay se firma el Pacto del Club Naval.
- 1984: en Argentina, la CGT (Confederación General del Trabajo) convoca a la primera huelga en contra de las medidas económicas del presidente Raúl Alfonsín.
- 1985: en el aeropuerto de Dallas (Estados Unidos) se estrella un avión; mueren 130 personas de las 160 que llevaba a bordo.
- 1987: en el golfo Pérsico, fuerzas navales iraníes inician las maniobras Martirio (ataques suicidas contra militares invasores).
- 1987: en el Reino Unido, la banda británica de hard rock Def Leppard lanza al mercado su cuarto álbum: Hysteria.
- 1988: el joven piloto Mathias Rust, condenado por aterrizar con una avioneta en la Plaza Roja de Moscú, es liberado y expulsado de la Unión Soviética.
- 1988: en una hacienda conocida como Canevaro, en la ciudad de Lima (Perú), se funda la localidad de Los Viñedos.
- 1989: en Irán, Alí Akbar H. Rafsanjani es investido presidente de la República.
- 1991: Eric Walter Elst descubre el asteroide (15745) 1991 PM5 (un asteroide tipo Amor).
- 1992: en Francia, la policía detiene a Faustino Estanislao Txapu Villanueva, miembro de la banda terrorista ETA.
- 1992: en Australia, la banda INXS lanza al mercado su octavo álbum: Welcome to wherever you are (‘Bienvenido a donde sea que te encuentres’).
- 1994: el Parlamento israelí aprueba el acuerdo alcanzado en Washington el pasado 26 de julio por el que Israel y Jordania ponen fin a 46 años de estado de guerra.
- 1997: el ayatolá Alí Jamenei, máximo líder espiritual de Irán, confirma al presidente electo, Mohamed Jatamí, como nuevo jefe del Estado.
- 1997: en el Mont Blanc rescatan los cuerpos sin vida de cuatro alpinistas españoles.
- 1998: Laurent Kabila afronta la rebelión militar más seria desde que accedió a la presidencia de Congo en mayo de 1997 tras derrocar a Mobutu Sese Seko.
- 1998: en China, las fuertes crecidas del Yangtzé (el mayor río de ese país) derrumban uno de sus diques y causan más de 2000 muertos y medio millón de evacuados.
- 1998: en México, se emite por primera vez el programa de revista matutino HOY, producido por Televisa.
- 1998: en España se funda la UPCT (Universidad Politécnica de Cartagena), formada por escuelas de índole fundamentalmente tecnológica y empresarial.
- 1999: sale al mercado la versión VHS del video Free Tibet, recopilación de los conciertos organizados para liberación del Tíbet de la opresión china.
- 2000: la Comisión Europea abre un procedimiento de infracción contra la compañía de Bill Gates, Microsoft, por prácticas monopolísticas.
- 2001: en los Estados Unidos se estrena la comedia dramática El diario de la princesa.
- 2003: en el oeste de Canadá los incendios forestales obligan a evacuar a 10 000 personas.
- 2003: en la ciudad de Filadelfia (Estados Unidos) se inaugura el estadio de fútbol americano Lincoln Financial Field.
- 2004: en Nueva York (Estados Unidos) se reabre el pedestal de la Estatua de la Libertad luego de permanecer cerrado desde los atentados del 11 de septiembre de 2001.
- 2004: en una cárcel de Río de Janeiro (Brasil), un ajuste de cuentas acaba con la vida de ocho presos.
- 2004: en el valle del Cauca (Colombia), una decena de policías son asesinados en una emboscada de las FARC (Fuerzas Armadas Revolucionarias de Colombia).
- 2004: Bolivia y Perú firman un Tratado de Cooperación Económica y Social.
- 2004: en los Estados Unidos, la NASA lanza la nave MESSENGER con la misión de explorar el planeta Mercurio.
- 2004: la empresa estadounidense Activision lanza el videojuego de primera persona Doom 3 desarrollado por Id Software.
- 2005: en Mauritania, un golpe de Estado derroca al presidente Maaouya Ould Sid'Ahmed Taya, quien se encontraba en Arabia Saudí.
- 2005: la empresa alemana Adidas compra la empresa estadounidense Reebok por 3100 millones de euros.
- 2005: Stephen Robinson, como parte de la STS-114, se convierte en el primer ser humano que repara manualmente la parte inferior del transbordador espacial.
- 2005: en los Estados Unidos se crea la Corporación Mozilla, con el objetivo de gestionar las operaciones relacionadas con ingresos de la Fundación Mozilla.
- 2006: en Ucrania, el presidente Víktor Yushchenko y los líderes de los partidos políticos ucranianos representados en la Rada Suprema (parlamento), firman la Proclama Universal de Unidad Nacional, poniendo fin a una grave crisis en el país.
- 2006: en los Estados Unidos es lanzado al mercado Frets on fire (trastes en fuego), videojuego musical de código libre.
- 2006: Ray Jayawardhana (de la Universidad de Toronto) y Valentin D. Ivanov (del European Southern Observatory) anuncian el descubrimiento del sistema Oph 1622, dos objetos planetarios extrasolares muy jóvenes (Ver Definición de planeta).
- 2008: en la cordillera del Karakórum; en la montaña K2, la segunda más alta del planeta, mueren al menos once expedicionarios en una sucesión de accidentes.
- 2019: Colombia se llevó el título como campeón mundial de Rugby subacuático en el Champions Cup en Alemania.
- 2019: en Aragón el presidente de la comunidad autónoma Javier Lambán es nombrado para el mismo cargo en su segunda legislatura.
- 2019: en El Paso, Texas, ocurre un tiroteo en un Walmart cerca de Cielo Vista mall.

## Nacimientos
- 1509: Étienne Dolet, catedrático francés (f. 1546).
- 1654: Carlos I de Hesse-Kassel, landgrave de Hesse-Kassel (f. 1730).

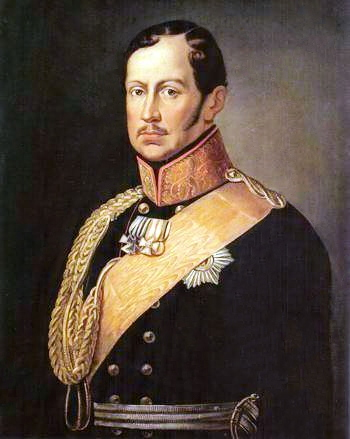
Federico Guillermo III de Prusia.

- 1770: Federico Guillermo III, rey prusiano (f. 1840).
- 1772: José Domingo Díaz, periodista, político y médico venezolano (f. 1834).
- 1776: Kurt Sprengel, botánico y médico alemán (f. 1833).
- 1789: José Florencio Jiménez, general y político venezolano, héroe de la independencia (f. 1851).
- 1793: Abel Aubert du Petit-Thouars, navegante y explorador francés (f. 1864).
- 1801: Joseph Paxton, arquitecto británico (f. 1865).
- 1808: Hamilton Fish, político estadounidense (f. 1893).
- 1811: Elisha Graves Otis, inventor estadounidense y fabricante de ascensores (f. 1861).
- 1817: Alberto de Austria-Teschen, aristócrata austriaco (f. 1895).
- 1823: Francisco Asenjo Barbieri, compositor español (f. 1894).
- 1840: Lord Mersey juez y político británico (f. 1929).
- 1843: Esteban Tamayo y Tamayo, independendista cubano (f. 1896).
- 1846: Samuel «Golden Rule» Jones, político y empresario estadounidense (f. 1904).
- 1846: Domingo Vásquez, militar y político hondureño (f. 1909).

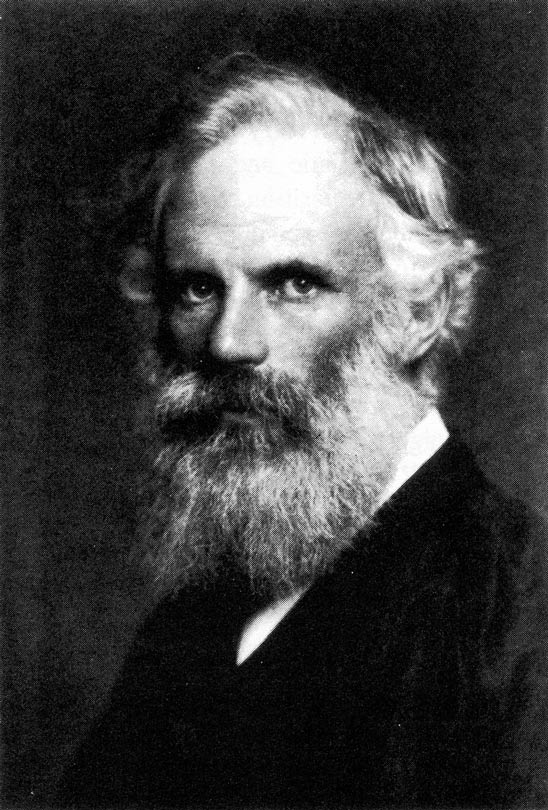
George Francis FitzGerald.

- 1851: George Francis FitzGerald, físico irlandés (f. 1901).
- 1853: Alexéi Alexéievich Brusílov, general ruso (f. 1926).
- 1856: Alfred Deakin, político australiano (f. 1919).
- 1860: William Kennedy Dickson, actor y director franco-escocés (f. 1935).
- 1861: Michel Verne, escritor y editor francés (f. 1925), hijo del escritor Jules Verne.
- 1863: Géza Gárdonyi, escritor y periodista húngaro (f. 1922).
- 1867: Stanley Baldwin, político británico (f. 1947).
- 1872: Haakon VII, rey noruego (f. 1957).
- 1875: Mariano Miguel de Val, escritor español (f. 1912).
- 1877: Šatrijos Ragana, escritora lituana (f. 1930).
- 1884: Josias Braun-Blanquet, botánico suizo (f. 1980).
- 1886: Fernando Suárez de Tangil, político y noble español (f. 1964).
- 1887: Rupert Brooke, poeta británico (f. 1915).
- 1894: Harry Heilmann, beisbolista estadounidense (f. 1951).
- 1895: Neva Morris, supercentenaria estadounidense (f. 2010).
- 1896: Celedonio Flores, poeta y letrista argentino (f. 1947).
- 1896: Iona Yakir, comandante soviético del Ejército Rojo (f. 1937).
- 1898: Karl Kehrle, monje alemán (f. 1996).
- 1899: Louis Chiron, piloto de automovilismo monegasco (f. 1979).
- 1900: Carlos Enríquez, pintor expresionista cubano (f. 1957).
- 1901: Stefan Wyszynski, cardenal polaco (f. 1981).
- 1903: Habib Burguiba, político tunecino, presidente entre 1957 y 1987 (f. 2000).
- 1904: Clifford D. Simak, escritor estadounidense (f. 1988).

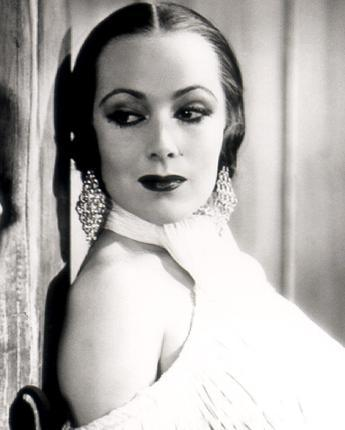
Dolores del Río.

- 1905: Dolores del Río, actriz mexicana (f. 1983).
- 1905: Franz König, cardenal austríaco (f. 2004).
- 1905: Lauaxeta, poeta y periodista español (f. 1937).
- 1905: Manuel Báez "El Litri", torero español (f. 1926).
- 1905: Xavier Benguerel, escritor español (f. 1990).
- 1906: Pedro Núñez Navarrete, compositor y pedagogo chileno (f. 1989).
- 1907: Ernesto Geisel, militar y político brasileño (f. 1996).
- 1909: José María de Areilza y Martínez de Rodas, político y diplomático español (f. 1998).
- 1910: Adalberto P. Echeverría, abogado y político guatemalteco (f. 1995).
- 1911: Manuel Esperón, compositor mexicano (f. 2011).
- 1911: Jacobus Landwehr, botánico neerlandés (f. 1996).
- 1913: Bartomeu Rosselló-Pòrcel, poeta y traductor español en lengua catalana (f. 1938).

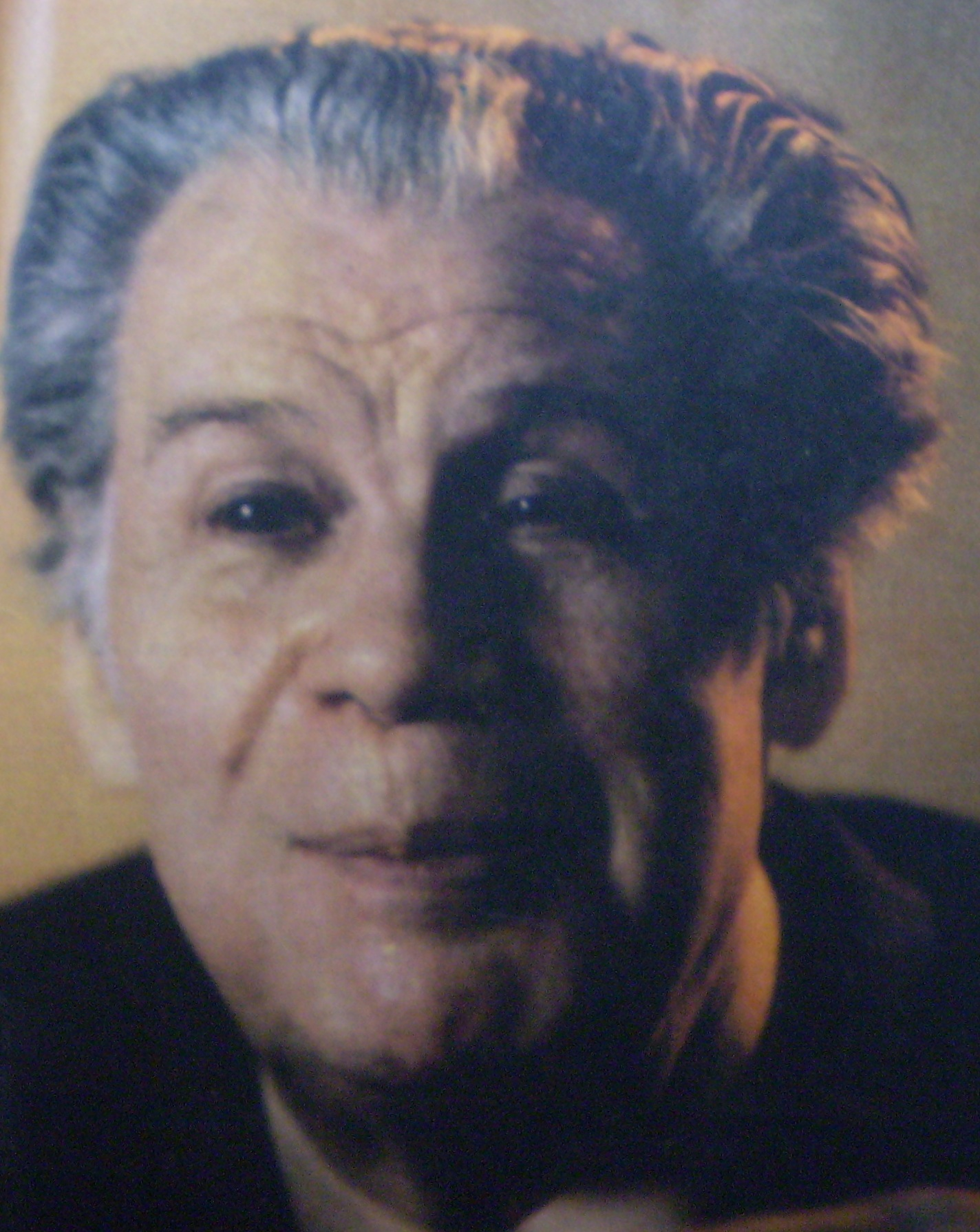
Mono Villegas.

- 1913: Mono Villegas, pianista argentino de jazz (f. 1986).
- 1915: Pete Newell, baloncestista estadounidense (f. 2008).
- 1916: José Manuel Moreno, futbolista argentino (f. 1978).
- 1916: Adelita del Campo, anarcocomunista española (f. 1999).
- 1917: Rudolf Gnägi, político suizo (f. 1985).
- 1917: Antonio Lauro, compositor e intérprete de guitarra clásica venezolano (f. 1986).
- 1918: Maria Aurèlia Capmany, novelista, dramaturga y ensayista española (f. 1991).
- 1918: Sidney Gottlieb, químico y psiquiatra militar estadounidense (f. 1999).
- 1920: P. D. James, escritora británica.(f. 2014).
- 1920: Charlie Shavers, trompetista estadounidense (f. 1971).
- 1921: Pablo Emilio Madero, ingeniero y político mexicano.(f. 2007).
- 1921: Marilyn Maxwell, actriz estadounidense (f. 1972).
- 1923: Jean Hagen, actriz estadounidense (f. 1977).
- 1923: Agustín Basave Fernández del Valle, abogado, intelectual y escritor mexicano (f. 2006).
- 1923: Shenouda III, papa de la iglesia copta y patriarca de Alejandría (f. 2012).
- 1924: Karl Gotch, luchador profesional belga (f. 2007).
- 1924: Leon Uris, escritor estadounidense (f. 2003).
- 1925: Marv Levy, jugador de fútbol americano y entrenador canadiense.
- 1925: Alain Touraine, sociólogo y escritor francés (f. 2023).

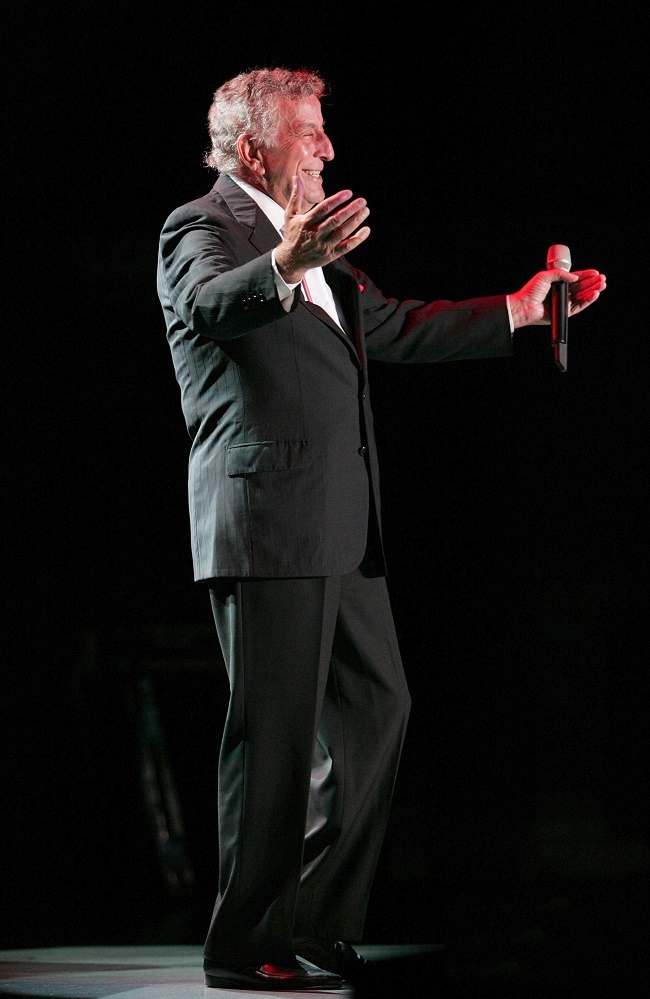
Tony Bennett.

- 1926: Tony Bennett, cantante estadounidense (f. 2023).
- 1926: Anthony Sampson, sociólogo y escritor británico (f. 2004).
- 1926: Gordon Scott, actor estadounidense (f. 2007).
- 1926: Nino Malinverni, futbolista italiano (f. 2013).
- 1927: Enrique Pinilla, director de orquesta y compositor peruano (f. 1989).
- 1928: Cécile Aubry, actriz y cineasta francesa (f. 2010).
- 1928: James B. Harris, guionista de cine, productor y cineasta estadounidense.
- 1928: Henning Moritzen, actor danés (f. 2012).
- 1929: Leonor Llausás, actriz mexicana (f. 2003).
- 1932: Elsa Berenguer, actriz argentina (f. 2006).
- 1932: Fosforito, cantaor flamenco.
- 1932: Marco Antonio Montes de Oca, poeta y pintor mexicano (f. 2009).
- 1933: Michel del Castillo, escritor francés.
- 1933: Jorge Lavat, actor mexicano (f. 2011).
- 1934: Jacques Maurice, hispanista francés (f. 2013)[2]
- 1934: Jonás Savimbi, político angoleño (f. 2002).
- 1935: Omero Antonutti, actor italiano (f. 2019).
- 1935: Mario Abel Amaya, político argentino (f. 1976).
- 1937: Steven Berkoff, actor y guionista británico.
- 1937: Roland Burris, político estadounidense.
- 1937: Lluís Coll, futbolista español (f. 2008).
- 1937: Andrés Gimeno, tenista español.
- 1937: Patricio Manns, músico y escritor chileno.
- 1938: Ingrid Caven, actriz y cantante alemana.
- 1938: Terry Wogan, presentador televisión irlandés.
- 1939: Jimmie Nicol, baterista británico, de la banda Colin Hicks & The Cabin Boys.

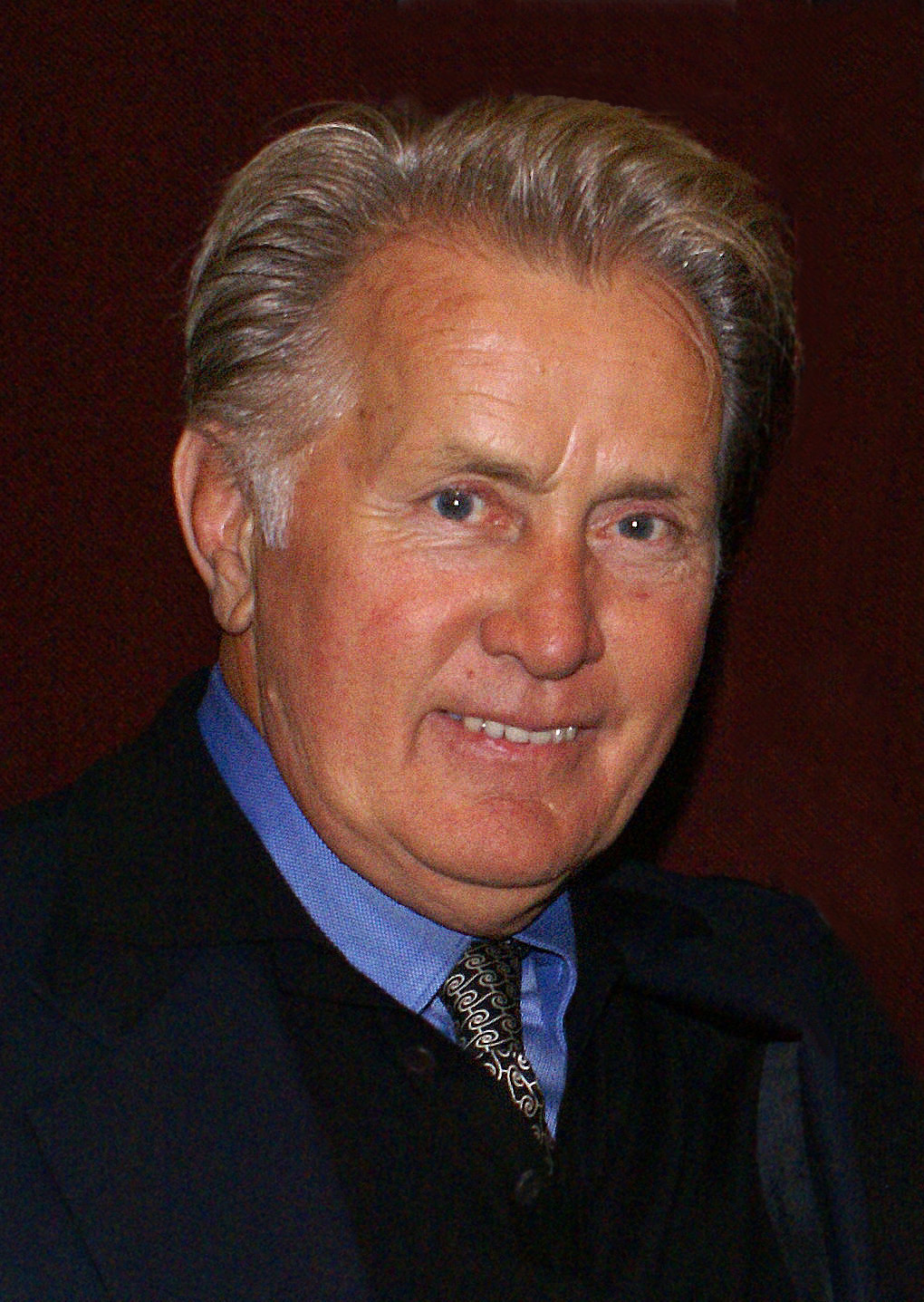
Martin Sheen.

- 1940: Martin Sheen, actor estadounidense.
- 1941: Martha Stewart, magnate empresarial y personalidad estadounidense.
- 1941: Hage Geingob, político namibio, presidente de Namibia entre 2015 y 2024 (f. 2024).
- 1942: Cecilia Cenci, actriz argentina (f. 2014).
- 1943: Béla Bollobás, matemático húngaro.
- 1943: Cristina de Suecia, Sra. Magnuson, aristócrata sueca.
- 1943: Elio Roca, cantautor argentino (f. 2021).
- 1944: Nino Bravo, cantante español (f. 1973).
- 1944: Manuel Toharia, divulgador científico español.
- 1945: Antonio Tello, poeta y narrador argentino.
- 1945: Jim Reid, baloncestista estadounidense.
- 1946: Nikolai Burlyayev, actor ruso.
- 1946: Diana Sorel, actriz española.
- 1946: Jack Straw, político británico.
- 1946: Syreeta Wright, cantante estadounidense (f. 2004).
- 1947: Francisco J. Lombardi, cineasta peruano.
- 1948: Jean-Pierre Raffarin, político francés.
- 1950: Linda S. Howington, escritora estadounidense.
- 1950: John Landis, cineasta estadounidense.
- 1950: Ernesto Samper Pizano, político colombiano, presidente entre 1994 y 1998.
- 1950: Carlos Trápaga Barrientos, futbolista y comentarista mexicano (f. 2008).
- 1951: Hans Schlegel, físico y astronauta alemán.
- 1951: Jay North, actor estadounidense (f. 2025).

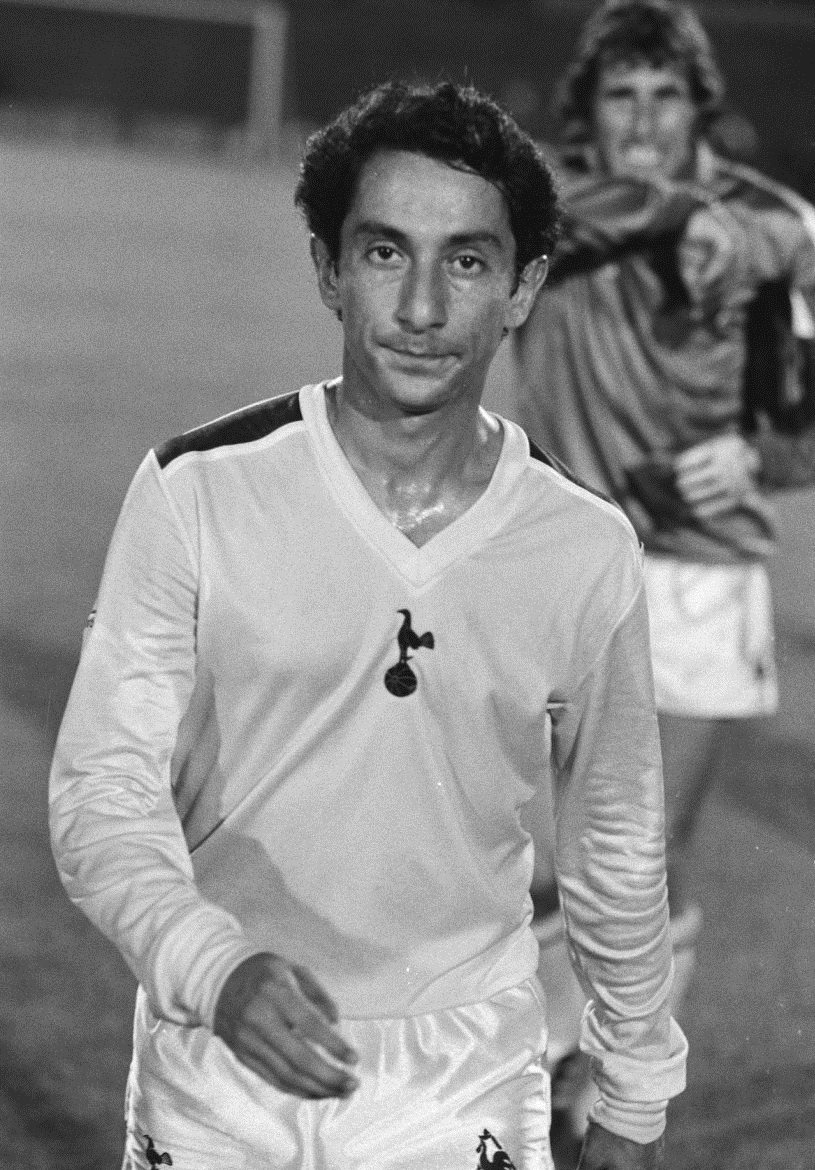
Osvaldo Ardiles

- 1952: Osvaldo Ardiles, futbolista argentino.
- 1952: Nito Mestre, músico argentino.
- 1953: Ian Bairnson, saxofonista y tecladista británico, de la banda The Alan Parsons Project.
- 1954: Juan Antonio Corbalán, baloncestista español.
- 1958: Mario Gustavo Vignali, político argentino.
- 1958: Lambert Wilson, actor francés.
- 1959: Mike Gminski, baloncestista estadounidense.
- 1959: John C. McGinley, actor estadounidense.
- 1959: Kōichi Tanaka, químico japonés, premio nobel de química en 2002.
- 1959: Miguel Mena, escritor, periodista y locutor español.
- 1960: Tim Mayotte, tenista estadounidense.
- 1960: Kim Milton Nielsen, árbitro de fútbol danés.
- 1961: Lee Rocker, contrabajista estadounidense, de la banda Stray Cats.
- 1962: Javier Gómez Bermúdez, magistrado español.
- 1962: Rubén Bilbao, futbolista español.

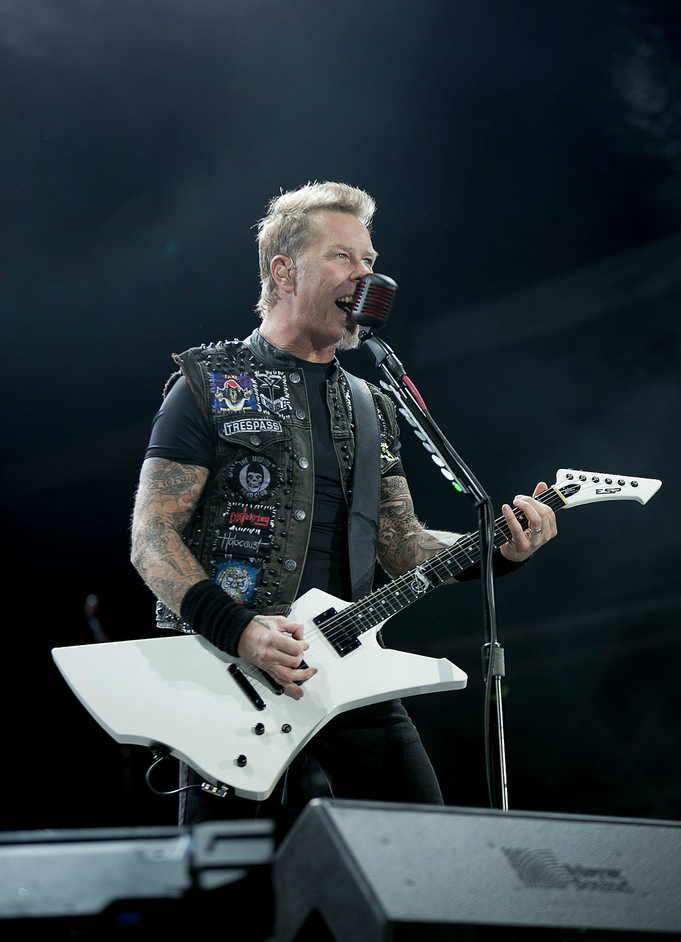
James Hetfield

- 1963: James Hetfield, cantante y guitarrista estadounidense, de la banda Metallica.
- 1963: Ed Roland, músico estadounidense, de la banda Collective Soul.
- 1963: Lisa Ann Walter, actriz, comediante, productora de cine y escritora estadounidense.
- 1963: Isaiah Washington, actor estadounidense.
- 1963: Giovanni Francini, futbolista italiano.
- 1963: Yevgeni Kryukov, futbolista y entrenador ruso (f. 2024).
- 1964: Iñaki Antón, guitarrista español, de la banda Extremoduro.
- 1964: Lucky Dube, cantante y músico sudafricano.
- 1964: Nate McMillan, baloncestista y entrenador estadounidense.
- 1964: Abhisit Vejjajiva, economista y político tailandés.
- 1964: Elles Voskes, nadadora neerlandesa.
- 1965: Jordi Sans Juan, waterpolista español.
- 1965: Beatrice Weder di Mauro, economista suiza.
- 1966: Stefan Kruger, tenista sudafricano.
- 1967: Natalia Ramírez, actriz colombiana.
- 1967: Mathieu Kassovitz, actor y cineasta francés.
- 1968: Isao Yukisada, cineasta japonés.
- 1968: Eyjólfur Sverrisson, futbolista islandés.
- 1969: Andrés Delgado Calderón, alpinista mexicano.
- 1969: Doug Overton, baloncestista y entrenador estadounidense.
- 1970: Stephen Carpenter, guitarrista y cantante estadounidense, de las bandas Deftones, Sol Invictus y Kush.
- 1970: Gina G, cantante australiana.
- 1970: Laura Oliva, actriz, conductora y humorista argentina.
- 1970: Masahiro Sakurai, diseñador y director de videojuegos.
- 1971: Yoshitoshi ABe, artista gráfico japonés.
- 1971: Alejandro García Padilla, político puertorriqueño.
- 1971: Àngels Bassas, actriz española.
- 1971: Kozo Hosokawa, futbolista japonés.
- 1972: Hernán Castellano, futbolista argentino.
- 1972: Adrià Collado, actor español.
- 1972: Erika Marozsán, actriz húngara.
- 1972: Maxsandro Barbosa de Oliveira, futbolista brasileño.
- 1972: Melissa Ponzio, actriz estadounidense.
- 1973: Jay Cutler, fisicoculturista estadounidense.
- 1973: Eugenio Figueroa, periodista y comentarista deportivo chileno.
- 1973: Stephen Graham, actor británico.
- 1973: Nikos Dabizas, futbolista griego.
- 1974: Laura Términi, actriz y locutora venezolana.
- 1974: Francisco Javier García Pimienta, futbolista español.
- 1974: Ígor Yanovski, futbolista ruso.
- 1974: Pepe Gálvez, futbolista y entrenador español.
- 1974: Ana Piñeres, productora y guionista colombiana (f. 2023).
- 1975: Iñaki Malumbres, balonmanista español.
- 1975: Wael Gomaa, futbolista egipcio.
- 1976: José Miguel Villouta, presentador de televisión chileno.
- 1976: Johann Charpenet, futbolista francés.
- 1976: Maider Castillo, futbolista española.
- 1976: Troy Glaus, beisbolista estadounidense.
- 1977: Angela Beesley, empresaria británica.
- 1977: Tom Brady, jugador de fútbol americano estadounidense.
- 1977: Óscar Pereiro, ciclista español.
- 1977: Míchel Carrilero, futbolista español.
- 1977: Carey Williams, baloncestista estadounidense (f. 2024).
- 1978: Max Castro, guitarrista, cantante, compositor peruano.
- 1978: Juan Carlos Higuero, atleta español.
- 1978: César Bellido, futbolista peruano.
- 1978: Serkan Özsoy, futbolista turco.
- 1978: Mariusz Jop, futbolista polaco.
- 1978: Rati Aleksidze, futbolista georgiano.
- 1978: Patrice Abanda, futbolista camerunés.

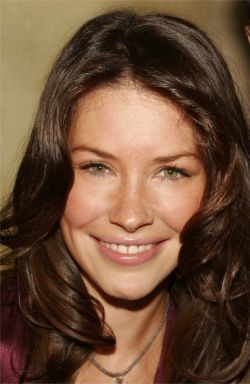
Evangeline Lilly.

- 1979: Evangeline Lilly, actriz canadiense.
- 1979: Maria Haukaas Storeng, cantante y actriz noruega.
- 1979: Giuseppe Muraglia, ciclista italiano.
- 1980: Nadia Ali, cantante pakistaní.
- 1980: José Izquierdo Martínez, futbolista español.
- 1980: Brandan Schieppati, cantante y guitarrista estadounidense, de las bandas Bleeding Through, Eighteen Visions y Throwdown.
- 1981: Michelle Courtens, cantante y música neerlandesa.
- 1981: Omar Galeano, baloncestista uruguayo.
- 1981: Rubén Gracia Calmache, futbolista español.
- 1981: Pablo Ibáñez, futbolista español.
- 1981: Lucas Lobos, futbolista argentino
- 1982: Aaron Haddad, luchador profesional estadounidense.
- 1982: Manuel Corrales, futbolista peruano.
- 1982: Viktor Khryapa, baloncestista ruso.
- 1982: Robert Stadlober, actor y músico austríaco.
- 1982: Eike Onnen, atleta alemán.
- 1982: Domenico Maietta, futbolista italiano.
- 1983: Mamie Gummer, actriz estadounidense.
- 1983: Carlos Felipe Álvarez, actor y modelo venezolano.
- 1983: Francisco Zuela, futbolista angoleño.
- 1983: Huanderson Júnior da Silva Santos, futbolista brasileño.
- 1984: Carah Faye Charnow, cantante estadodunidense, de las bandas Shiny Toy Guns y Versant.
- 1984: Miguel Olivares, futbolista panameño.
- 1984: Mile Jedinak, futbolista australiano.
- 1984: Andrea Orlandi, futbolista español.
- 1984: Robert Montovio, futbolista gibraltareño.
- 1985: Rubén Limardo, esgrimista venezolano.
- 1985: Marco Madrigal, futbolista costarricense.
- 1986: Hernán Bernardello, futbolista argentino.
- 1986: Charlotte Casiraghi, aristócrata monegasca, hija de Carolina de Mónaco.
- 1986: Juan Carlos Rey de Castro, actor peruano.
- 1986: Sergio Álvarez Conde, futbolista español.
- 1987: Kim Hyung Joon, cantante y actor surcoreano.
- 1987: Gary Medel, futbolista chileno.
- 1987: Fran Rico, futbolista español.
- 1987: A. J. Slaughter, baloncestista estadounidense.
- 1987: Justin Sedlak, baloncestista eslovaco.
- 1988: Stephen Gleeson, futbolista irlandés.
- 1988: Sven Ulreich, futbolista alemán.
- 1988: Maikon Leite, futbolista brasileño.
- 1989: Jules Bianchi, piloto de carreras francés (f. 2015).
- 1989: Sam Hutchinson, futbolista británico.
- 1989: Yaroslav Rakitski, futbolista ucraniano.
- 1989: Pablo de Barros, futbolista brasileño.
- 1989: Mike Sserumaga, futbolista ugandés.
- 1989: Emil Lyng, futbolista danés.
- 1989: Sanrawat Dechmitr, futbolista tailandés.
- 1989: Nick Viergever, futbolista neerlandés.
- 1989: Miguel Fernando Vargas, futbolista colombiano.
- 1989: Tyrod Taylor, jugador de fútbol americano estadounidense.
- 1990: Silvan Dillier, ciclista suizo.
- 1990: Uxío da Pena, futbolista español.
- 1990: Benjamin André, futbolista francés.
- 1990: Ismail Haddad, futbolista marroquí.

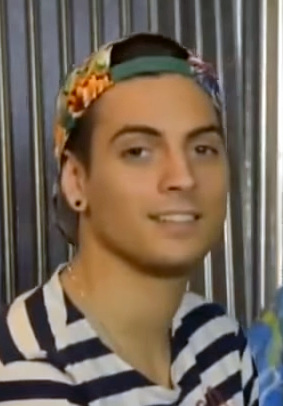
Martín Pérez Disalvo

- 1991: Kevin Arriola, futbolista guatemalteco.
- 1991: Martín Pérez Disalvo, realizador de directos argentino.
- 1991: Manuel Prietl, futbolista austriaco.
- 1991: Kaede Nakamura, futbolista japonesa.
- 1991: Joevin Jones, futbolista trinitense.
- 1992: Jannik Vestergaard, futbolista danés.
- 1992: Karlie Kloss, modelo estadounidense.
- 1992: Oliver Buff, futbolista suizo.
- 1992: Diana Marcinkevica, tenista letona.
- 1992: Abdullah Otayf, futbolista saudí.
- 1993: Iñaki Olaortua, futbolista español.
- 1993: Kaspars Vecvagars, baloncestista letón.
- 1994: Younghoe Koo, jugador de fútbol americano surcoreano.
- 1994: Todd Gurley, jugador de fútbol americano estadounidense.
- 1994: Esther Earl, activista influyente y principal inspiración del popular libro "Bajo la misma estrella" de John Green
- 1994: Emerson Palmieri, futbolista brasileño.
- 1994: Jair Tavares da Silva, futbolista brasileño.
- 1994: Ashley Cariño, modelo puertorriqueña-estadounidense.
- 1994: Corentin Tolisso, futbolista francés.
- 1994: Luis Palma Escobar, futbolista paraguayo.
- 1994: Lina Gjorcheska, tenista macedonia.
- 1995: Naoya Uozato, futbolista japonés.
- 1995: Charlie Goode, futbolista inglés.
- 1995: Ahmed El Messaoudi, futbolista belga-marroquí.
- 1996: Oleksandr Zubkov, futbolista ucraniano.
- 1996: David Solans, actor español.
- 1996: Kevin Álvarez, futbolista hondureño.
- 1996: Derwin James, jugador de fútbol americano estadounidense.
- 1997: Shion Inoue, futbolista japonés.
- 1997: Kaja Ziomek, patinadora polaca.
- 1997: Shion Inoue, futbolista japonés.
- 1997: Javier Fernández Hernández, futbolista español.
- 1997: Patrick Bahanack, futbolista camerunés.
- 1997: Derek Gee, ciclista canadiense.
- 1997: Julien Le Cardinal, futbolista francés.
- 1997: Juan Altamiranda, futbolista argentino.
- 1997: Andreza Antonio, yudoca angoleña.
- 1997: Augustine Williams, futbolista sierraleonés.
- 1997: Stefan Peno, baloncestista serbio.
- 1997: Luis Armando Ruiz, futbolista venezolano.
- 1997: Daniel Crowley, futbolista británico.
- 1998: Eduardo Daniel Aguirre, futbolista mexicano.
- 1998: Marcus Zegarowski, baloncestista estadounidense.
- 1998: Viktor Verschaeve, ciclista belga.
- 1998: Jacob Ahlsson, ciclista sueco.
- 1998: Cozi Zuehlsdorff, actriz, pianista y cantante estadounidense.
- 1999: Brahim Díaz, futbolista español.
- 1999: Yeonjung, integrante del grupo Cosmic Girls.
- 1999: Nicolás Fernández Muñoz, futbolista chileno.
- 1999: Cristián Zavala, futbolista chileno.
- 1999: Mateo Bajamich, futbolista argentino.
- 1999: Louis Grillon, ciclista francés.
- 2000: Landry Bender, actriz estadounidense.
- 2000: Tony Arbolino, piloto de motociclismo italiano.
- 2000: Thijs Dallinga, futbolista neerlandés.
- 2000: Emmaculate Chepkirui, atleta keniana.
- 2000: Ahmed Farhan, futbolista iraquí.
- 2000: Damion Baugh, baloncestista estadounidense.
- 2001: Tiago PZK, cantante argentino.
- 2003: Fabio Miretti, futbolista italiano.
- 2004: Karen Fuentes, futbolista chilena.
- 2005: Kon Knueppel, baloncestista estadounidense.

## Fallecimientos
- 1179: Sancha, esposa del rey Sancho VI de Navarra (n. s. X.).
- 1181: Alejandro III, papa italiano (n. 1100-1105).
- 1460: Jacobo II, rey escocés (n. 1430).
- 1527: Scaramuccia Trivulzio, cardenal italiano (c. 1465).
- 1530: Filiberto de Chalôns, príncipe francés, virrey de Nápoles (n. 1502).
- 1546: Antonio da Sangallo el Joven, arquitecto italiano (n. 1484).
- 1564: Rupa Goswami, escritor religioso bengalí (n. 1493).
- 1604: Bernardino de Mendoza, militar, historiador y escritor español (n. 1540).
- 1614: Francisco I, aristócrata italiano (n. 1558).
- 1664: Jacopo Vignali, pintor florentino (n. 1592).

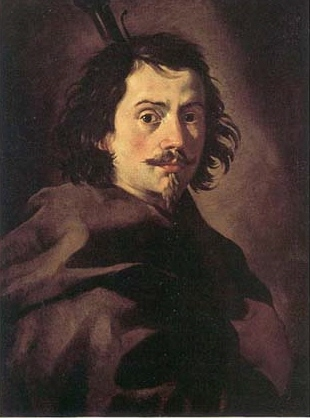
Francesco Borromini.

- 1667: Francesco Borromini, arquitecto y escultor italiano (n. 1599).
- 1720: Anthonie Heinsius, político neerlandés (n. 1641).
- 1721: Grinling Gibbons, escultor neerlandés (n. 1648).
- 1761: Johann Matthias Gesner, catedrático alemán (n. 1691).
- 1772: Andrés Piquer, médico y filósofo español (n. 1711).
- 1773: Estanislao Konarski, pedagogo polaco (n. 1700).
- 1780: Étienne Bonnot de Condillac, filósofo francés (n. 1715).
- 1792: Richard Arkwright, industrial británico (n. 1732).
- 1797: Jeffrey Amherst, militar británico (n. 1717).
- 1806: Michel Adanson, naturalista francés (n. 1727).
- 1823: María de los Remedios de Escalada, esposa del general argentino José de San Martín (n. 1797).

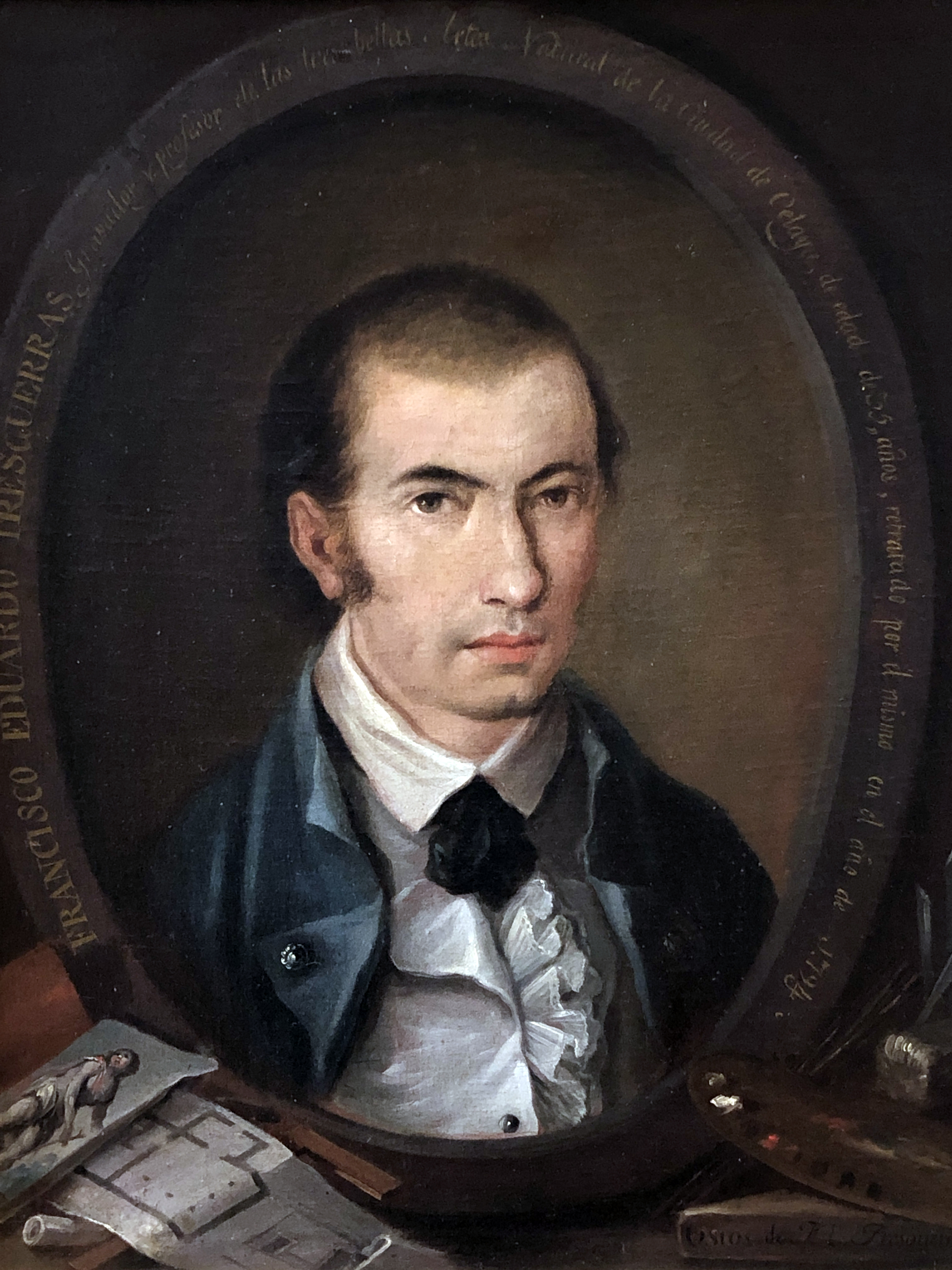
Francisco Eduardo Tresguerras.

- 1833: Francisco Eduardo Tresguerras, arquitecto, pintor y grabador mexicano (n. 1759).
- 1839: Dorothea von Schlegel, escritora alemana (n. 1763).
- 1850: Rafael de Vélez, prelado y apologista español (n. 1777).
- 1857: Eugène Sue, escritor francés (n. 1804).
- 1872: William Davies Evans, ajedrecista británico (n. 1790).
- 1873: Faustino I, militar y emperador haitiano (n. 1782).
- 1879: Joseph Severn, pintor británico (n. 1793).
- 1885: León Colina, político, militar y presidente venezolano (n. 1829).
- 1898: Charles Garnier, arquitecto francés (n. 1825).
- 1911: Reinhold Begas, escultor y pintor alemán (n. 1831).
- 1916: sir Roger Casement, diplomático británico (n. 1864).
- 1917: Ferdinand Georg Frobenius, matemático alemán (n. 1849).
- 1922: Ramón Guerra, militar y político venezolano (n. 1841).

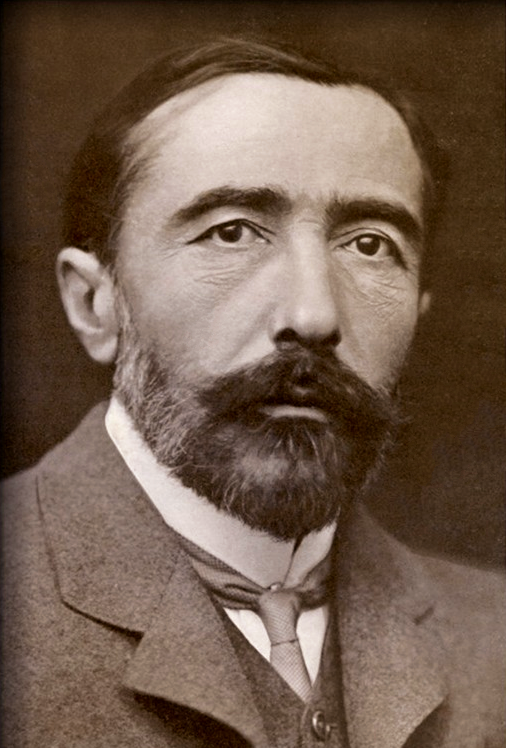
Joseph Conrad.

- 1924: Joseph Conrad, escritor británico de origen polaco (n. 1857).
- 1927: Edward Titchener, psicólogo británico(n. 1867).
- 1929: Emile Berliner, inventor germano-estadounidense (n. 1851).
- 1929: Thorstein Veblen, sociólogo y economista estadounidense (n. 1857).
- 1933: Otto Stapf, botánico austríaco (n. 1857).
- 1942: Esteban Gil Borges, político, diplomático, escritor y profesor universitario venezolano (n. 1879).
- 1942: Richard Willstätter, químico alemán, premio nobel de química en 1915 (n. 1872).
- 1942: Anna Lisítsyna, partisana soviética (n. 1922).
- 1944: Francisco Gómez-Jordana Sousa, militar y político español (n. 1876).
- 1946: Francis Newton, golfista estadounidense (n. 1874).

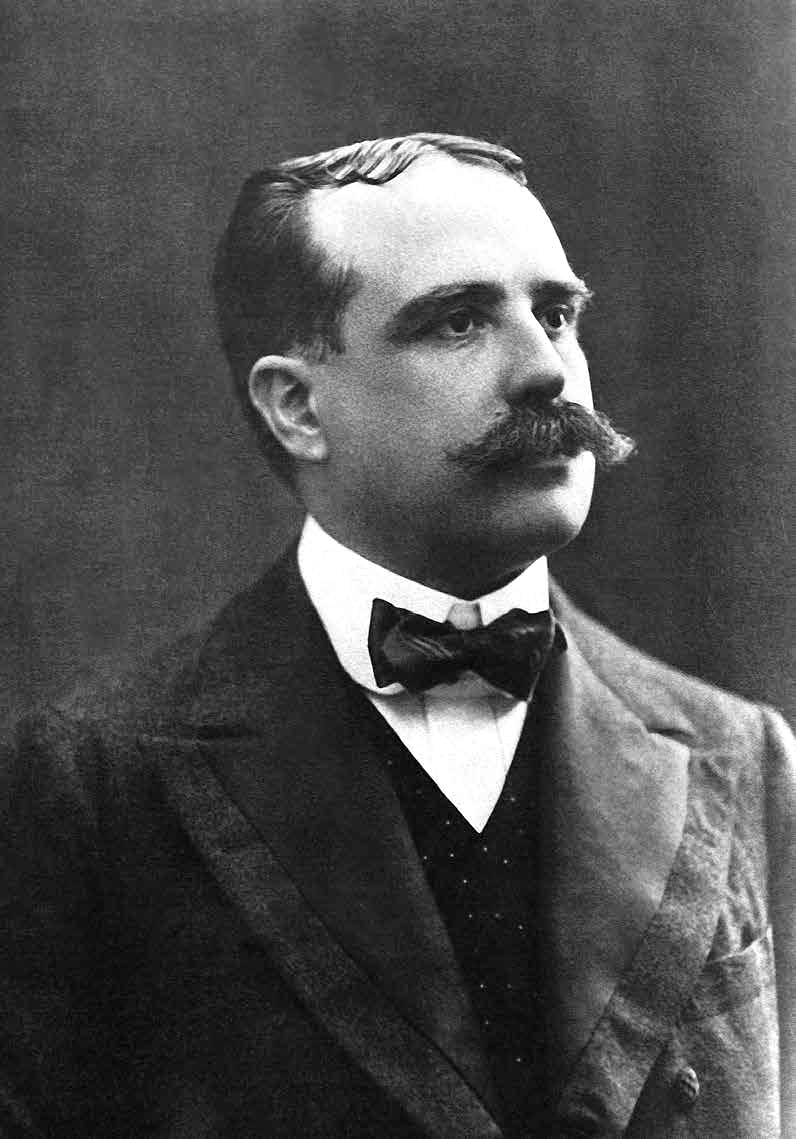
José Pardo y Barreda.

- 1947: José Pardo y Barreda, político y presidente peruano (n. 1864).
- 1954: Colette, novelista francesa (n. 1873).
- 1955: Willi Baumeister, pintor alemán (n. 1889).
- 1958: Peter Collins, piloto británico de Fórmula 1 (n. 1931).
- 1961: Francisco Guerra Navarro, escritor y periodista español (n. 1909).
- 1964: Eduardo Cote Lamus, poeta y político colombiano (n. 1928).
- 1964: Flannery O'Connor, escritora estadounidense (n. 1925).
- 1966: Lenny Bruce, comediante estadounidense (n. 1925).
- 1966: René Schick Gutiérrez, político y presidente nicaragüense (n. 1909).
- 1968: Konstantin Rokossovsky, comandante soviético, ministro de Defensa de Polonia (n. 1896).
- 1974: Joaquim Amat-Piniella, escritor español (n. 1913).
- 1975: Andreas Embirikos, poeta y fotógrafo griego (n. 1901).

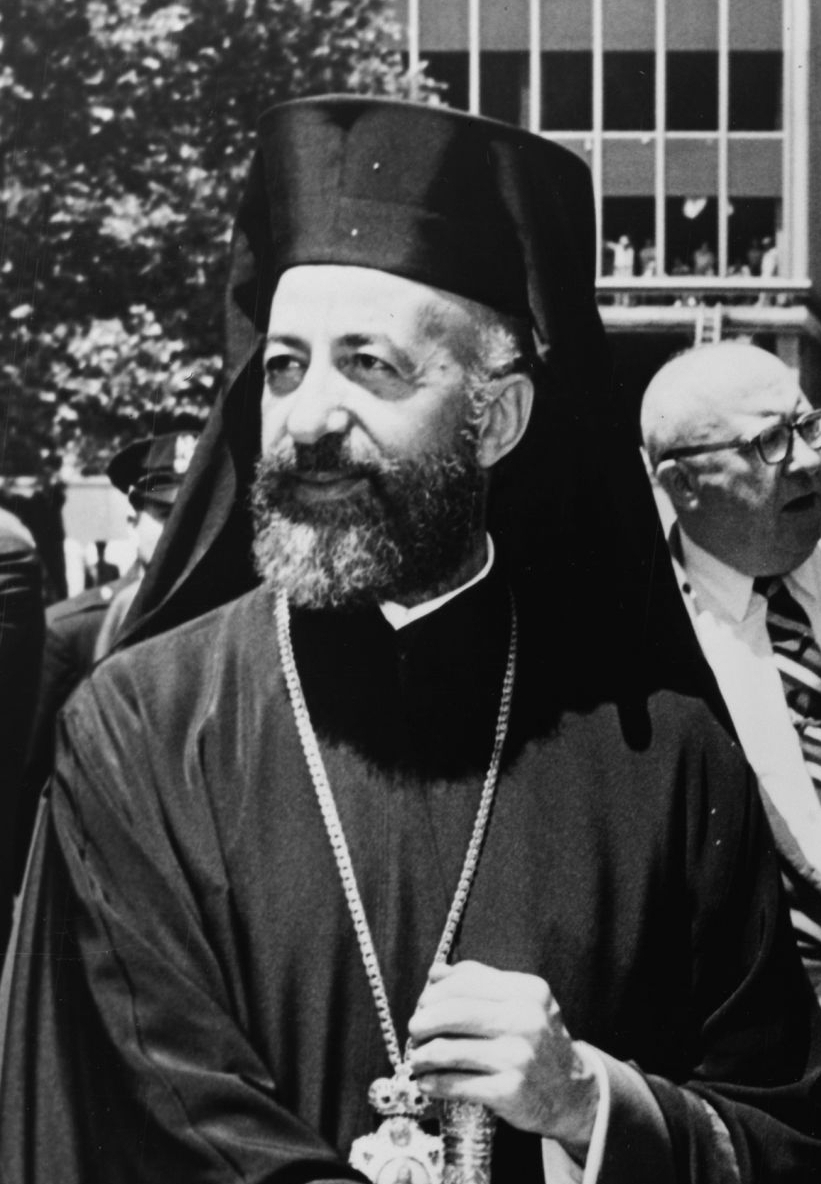
Makarios.

- 1977: Makarios, arzobispo chiprota (n. 1913).
- 1977: Alfred Lunt, actor estadounidense (n. 1892).
- 1978: Catalina Bárcena, actriz española (n. 1888).
- 1979: Bertil Ohlin, economista sueco, premio nobel de economía en 1977 (n. 1899).
- 1979: Alfredo Ottaviani, cardenal católico italiano (n. 1890).

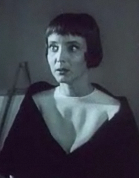
Carolyn Jones.

- 1983: Carolyn Jones, actriz estadounidense (n. 1930).
- 1986: Beryl Markham, aviadora estadounidense, primera mujer piloto que sobrevoló el océano Atlántico (n. 1902).
- 1990: Betty Amann, actriz germano-estadounidense (n. 1905).
- 1993: Guiche Aizemberg, poeta, letrista, escritor y odontólogo argentino de origen ucraniano (n. 1905).
- 1993: Alwyn Howard Gentry, botánico estadounidense (n. 1945).
- 1993: Mercedes Valdivieso, escritora chilena (n. 1924).
- 1994: Inokenti Mijailovich Smoktunovski, actor y escenógrafo soviético (n. 1925).
- 1995: Ida Lupino, actriz británica (n. 1918).
- 1995: Eduardo Ruiz de Velasco, periodista español (n. 1919).
- 1997: Benjamín Teplizky, político chileno (n. 1932).
- 1998: Alfred Schnittke, compositor ruso-alemán (n. 1934).
- 1999: Abd al-Wahab al-Bayati, escritor iraquí (n. 1926).
- 1999: Alexandre Maria Pinheiro Torres, escritor, filólogo y crítico literario portugués del movimiento neorrealista (n. 1923).
- 1999: Myung Jae Nam, artista marcial coreano de hapkido, hankido y hankumdo (n. 1938).
- 2000: Isolina Ferré Aguayo, religiosa católica puertorriqueña (n. 1914).
- 2000: Joann Lõssov, baloncestista estonio (n. 1921).
- 2001: Christopher Hewett, actor británico (n. 1922).
- 2001: Carlos Von Plessing Baentsch, químico-farmacéutico y educador chileno (n. 1924).
- 2003: Peter Safar, médico austríaco (n. 1924).
- 2004: Antonio Amorós, atleta español (n. 1927).
- 2004: Henri Cartier-Bresson, fotógrafo francés (n. 1908).[3]
- 2004: Mercedes de Jesús Egido, religiosa española (n. 1935).
- 2005: Luis Barbero, actor español (n. 1916).
- 2005: Françoise d'Eaubonne, escritora y feminista francesa (n. 1920).
- 2006: Arthur Lee, cantante estadounidense, de la banda Love (n. 1945).
- 2006: Elisabeth Schwarzkopf, cantante de ópera germano-británica (n. 1915).
- 2007: Peter Connelly ("Bebé P"), niño británico (n. 2006).

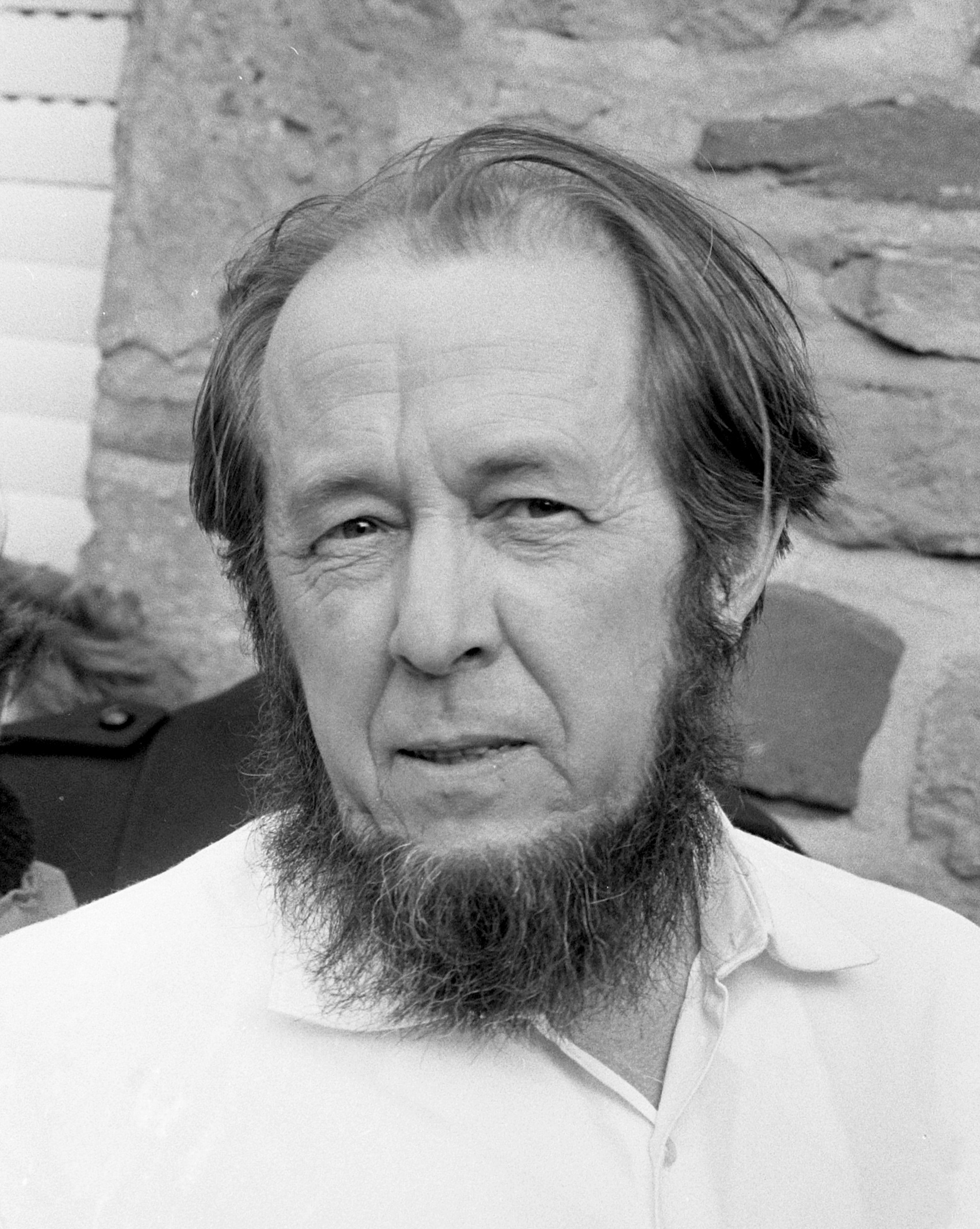
Aleksandr Solzhenitsyn.

- 2008: Aleksandr Solzhenitsyn, escritor soviético, premio nobel de literatura en 1970 (n. 1918).
- 2009: Julián Lago, presentador de televisión español (n. 1947).
- 2010: Jaime Semprún, ensayista, traductor y editor francés (n. 1947).[4]
- 2011: Nikolái Petrov, pianista ruso (n. 1943).
- 2011: Bubba Smith, actor y jugador estadounidense de fútbol americano (n. 1945).
- 2011: Jane Walker, periodista británica (n. 1942).
- 2012: John Berry, empresario británico (n. 1944).
- 2012: Paul McCracken, economista estadounidense (n. 1915).
- 2012: John Pritchard, baloncestista estadounidense (n. 1927).
- 2013: Dixie Evans, bailarina estadounidense (n. 1926).
- 2013: Dutch Savage, luchador estadounidense (n. 1935).
- 2014: Manuel Martínez Carril, crítico de cine, periodista y profesor uruguayo (n. 1938).
- 2015: Robert Conquest, escritor e historiador estadounidense de origen británico (n. 1917).
- 2016: Chris Amon, piloto neozelandés de automovilismo (n. 1943).
- 2017: Ángel Nieto, piloto español de motociclismo (n. 1947).
- 2017: José Beulas, pintor de paisaje (n. 1921).
- 2019: Manuel Busquets, fue un actor, director de cine y productor de televisión colombiano. (n. 1945).
- 2020: John Hume, político norirlandés, Premio Nobel de la Paz en 1998 (n. 1937).
- 2020: Ernesto Brambilla, piloto de automovilismo italiano (n. 1934).
- 2021: María Teresa Marú Mejía, política mexicana (n. 1958).
- 2023: Mark Margolis, actor estadounidense (n. 1939).

## Celebraciones
- Día Internacional de la Planificación Familiar.[5]
Esta fecha tiene como objetivo crear conciencia sobre la importancia del acceso a métodos anticonceptivos seguros, efectivos y accesibles para todas las personas, especialmente en contextos donde el acceso es limitado.

Compartidas
- Organización Mundial de la Salud:
  - Semana Mundial de la Lactancia Materna.
Se celebra del 1 al 7 de agosto desde 1992 y fue establecida en ese mismo año por la OMS, el Fondo de las Naciones Unidas para la Infancia (UNICEF) y en colaboración con la Alianza Mundial pro Lactancia Materna (WABA).

 Por países
(Por orden alfabético)
- Argentina: 
  - Día Nacional del Pescador Deportivo.[6]
En conmemoración de la fecha de 1903 en la que se fundó el Club de Pescadores de Buenos Aires, el primero del país.

- El Salvador: 
  - Día del Comercio.

- Estados Unidos: 
  - Día de la Sandía.[7]
(en inglés: National Watermelon Day).
  - Día del Psíquico.[8]
(en inglés: Psychic Day).
  - Día de los Frutos Secos.
Dedicado a cacahuetes, nueces, almendras, avellanas, nueces de Brasil, anacardos, refrigerio lleno de grasas saludables y proteínas vitales. Los frutos secos son alimentos muy saludables, con muy pocas calorías y poseen un Índice Glucémico bajo, de 15, ideal para diabéticos. El Día Internacional de los Frutos Secos se celebra el 22 de octubre.
(en inglés: National Grab Some Nuts Day).

- Guinea-Bisáu:
  - Día de Masacre de Pidjiguiti.[9]
Es una conmemoración nacional en Guinea-Bissau -el 3 de agosto de cada año- y conmemora la masacre de Pidjiguiti que tuvo lugar en este día en 1959.
(en inglés: Pidjiguiti Day in Guinea-Bissau).

- Guinea Ecuatorial:
  - Día de la Libertad.[10]
Recuerda la fecha que, en 1979, Teodoro Obiang depuso al dictador Macías Nguema.
(en inglés: Freedom Day in Equatorial Guinea).

- Níger: 
  - Día de la Independencia.[11]
Esta festividad conmemora la independencia total de Francia en este día del año 1960 (hace 65 años).
(en inglés: Independence Day in Niger).

- Venezuela: 
  - Día Nacional de la Bandera Venezolana.
Fue adoptada por primera vez como la bandera nacional de Venezuela el 3 de agosto de 1806 (hace 219 años), durante la Confederación Americana de Venezuela, siendo modificada por los gobiernos posteriores hasta llegar a la versión actual, definida en 2006 por la Asamblea Nacional.
  - Día del municipio Jiménez del Estado Lara.
En honor al natalicio de José Florencio Jiménez (Quíbor, 3 de agosto de 1789 - †Caracas, 28 de agosto de 1851).

### Santoral católico

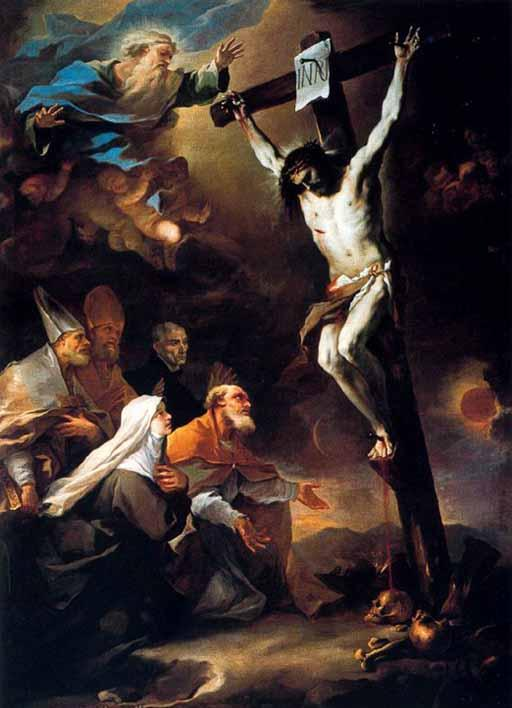
Pintura de los santos patronos de Nápoles (Báculo, Eufebio, Francisco de Borja, Aspreno y Cándida la Mayor) adorando al Crucifijo.
Óleo sobre lienzo..

Festejo del día: San Asprenato de Nápoles, obispo (s. II/III).(imagen ilustrativa).
- San Eufronio de Autun, obispo (475).[12]
- San Martín de Másico (580).[12]
- San Pedro de Anagni, obispo (1105).[12]
- Santa Lidia de Tiatira, obispo
- Beato Agustín Kazotic, obispo (1323).[12]
- Beato Salvador Ferrandis Segui, presbítero y mártir (1936).[12]
- Beatos Alfonso López López y Miguel Remón Salvador, religiosos y mártires (1936).
- Beato Francisco Bandrés Sánchez, presbítero y mártir (1936).[12]